# Saint-Vincent-Puymaufrais
Pour les articles homonymes, voir Saint-Vincent.
Ancienne commune de la Vendée, Saint-Vincent-Puymaufrais a existé de 1833 à 1972. Elle a été créée en 1833 par la fusion des communes de Puymaufrais et de Saint-Vincent-Fort-du-Lay : cette dernière, durant la Révolution, porta le nom de Fort-du-Lay.
En 1972 elle a été rattachée à la commune de Bournezeau. Les deux communes sont en fait des communes associées : elles votent chacune pour leurs conseillers municipaux qui siègent ensemble.
La présence d'une motte castrale a été attestée, surplombant le lieu-dit du Grand Bateau, au bord du  Lay ainsi que des refuges souterrains pour échapper aux raids vikings.

## Puymaufrais
Puymaufrais domine la vallée du Lay. Sa situation géographique, en cul-de-sac, est désormais un atout[pourquoi ?], à mi-chemin des sorties d'autoroute A83[Laquelle ?] de Bournezeau et Sainte-Hermine. Étymologiquement, son nom vient de  podium manfredi, le puy (colline) de Manfred, probablement du nom d'un seigneur qui occupait le site.
L'ancienne abbaye cistercienne de Sainte-Marie de Trisay, ou Trizay, datant du XIIe siècle, est encore bien conservée. Au cours de l'histoire, des affrontements ont eu lieu avec les seigneurs de la Roche-Louherie (anciennement La Roche-Gueffier), en particulier au temps des guerres de Religion. Pendant la guerre de Vendée, les frères De Béjarry se sont illustrés comme généraux vendéens. Amédée de Béjarry était secrétaire au traité de la Jaunaye. 
C'est une commune agricole où l'on pratique la polyculture et l'élevage. Trois villages se sont partagé l'influence[Laquelle ?] : le bourg actuel (Puymaufrais), le Plessis et l'Augoire.

## Antiquité
Tout le centre de la Gaule jusqu'à Limoges et Bourges venait s'approvisionner de sel dans la région qui constitue aujourd'hui une partie de l'arrondissement des Sables-d'Olonne, et le chemin des Sauniers venant de Poitiers par Charzais, était au commencement de l'ère
chrétienne, la grande route commerciale conduisant aux côtes de l'Océan. C'est ainsi que plusieurs voies romaines ont traversé le territoire de la commune.
De Nantes à Saintes…. Le Plessis, Saint-Vincent-fort-du-Lay, Ingrandes près La Réorthe, Champgillon…
De Nantes à Saintes (2e tracé), Les Essarts, le Moulin-des-Loges, La Lévinière, Puymaufrais,Sainte-Hermine…
De Poitiers à la Gachére, par Allonne, Le Busseau, Puymaufrais, où il existait des restes de l'ancien
pont romain appelé le Grand-Pont, Trizay (fours à potiers gallo-romains, restes d'habitations, trouvés vers 1860), Saint-Florent-des-Bois (près de).

## Politique et administration
| Période                                  | Période  | Identité       | Étiquette | Qualité |
| ---------------------------------------- | -------- | -------------- | --------- | ------- |
| 2014                                     | En cours | Carole Dobigny | DVD       |         |
| Les données manquantes sont à compléter. |          |                |           |         |

## Démographie
| 1911 | 1921 | 1926 | 1931 | 1936 | 1946 | 1954 | 1962 | 1968 |
| ---- | ---- | ---- | ---- | ---- | ---- | ---- | ---- | ---- |
| 674  | 800  | 771  | 731  | 768  | 730  | 663  | 620  | 592  |